# John Darcy
John D'arcy, primer barón D'arcy de Knayth (c. 1290
 – 30 de mayo de 1347) fue un noble inglés, creado primer barón Darcy en 1317.
Hijo de Roger D'arcy e Isabel de Aton, nació c. 1280
, posiblemente en Knaith, Lincolnshire. Darcy se convirtió en uno de los consejeros de confianza de Eduardo III de Inglaterra y fue nombrado Gran Sheriff de Nottinghamshire, Derbyshire y los Bosques Reales en 1319, Gran Sheriff de Lancashire en 1323 y Gran Sheriff de Yorkshire en 1327. Formó parte del Parlamento de Nottinghamshire en 1320 y fue convocado a los Parlamentos de 1331, 1333 y 1341 como "Johanni Darcy le Cosin".
En 1323 (hasta 1326), 1332 (hasta 1333) y nuevamente en 1340 (hasta 1344) fue gobernador principal de Irlanda . En 1324, presidió el juicio de Alice Kyteler, la célebre bruja de Kilkenny y sus colaboradores, y condenó a varios de ellos a morir en la hoguera. La propia Alice, ayudada por amigos influyentes, escapó de la prisión y huyó del país.
Darcy fue nombrado Knight Bachelor en 1336.
Fue mayordomo del rey (1337-1340) y luego chambelán (1342-1346). Se promovió un ambicioso programa para reformar la administración irlandesa, pero los resultados obtenidos fueron muy pobres debido a que la puesta en marcha del mismo fue encomendada a su adjunto, John Morice, un funcionario con muchos años de servicio y concienzudo pero no muy competente.
En 1342, partió junto con el conde de Northampton  a Flandes y, a su regreso, fue nombrado condestable del castillo de Nottingham (1343-1344) y de la Torre de Londres (1345-1346). Participó en varias guerras contra escoceses y franceses, luchando en Crécy en 1346. Fue enviado a casa por el rey para anunciar la victoria en el Parlamento. En 1332 fue creado el primer Lord Darcy de Knayth.

## Matrimonio y descendencia
Darcy se casó dos veces. Tuvo un hijo, John, con su primera esposa, Emmeline, hija de Sir Walter Heron de Silkston y Alice de Hastings. Su segunda esposa fue Joan, viuda de Thomas FitzJohn, conde de Kildare e hija de Richard Óg de Burgh, conde de Ulster y su esposa Margaret de Burgh. Darcy y Joan de Burgh tuvieron una hija, Elizabeth, que se casó con James Butler, II conde de Ormonde .

## Muerte
Después de la muerte de Darcy en 1347, su hijo John le sucedió en la baronía. Darcy fue enterrado en el Priorato de Gisborough .